# Municipio de Annin
El municipio de Annin  (en inglés: Annin Township) es un municipio ubicado en el condado de McKean en el estado estadounidense de Pensilvania. En el año 2000 tenía una población de 835 habitantes y una densidad poblacional de 9.6 personas por km².

## Geografía
El municipio de Annin se encuentra ubicado en las coordenadas 41°53′00″N 78°14′29″O / 41.88333, -78.24139.

## Demografía
Según la Oficina del Censo en 2000 los ingresos medios por hogar en la localidad eran de $37,039 y los ingresos medios por familia eran $42,569. Los hombres tenían unos ingresos medios de $35,000 frente a los $22,222 para las mujeres. La renta per cápita para la localidad era de $15,703. Alrededor del 11,1% de la población estaban por debajo del umbral de pobreza.